# Легахаре
Легахаре (груз. ლეგახარე) — село в Грузії.
За даними перепису населення 2014 року в селі проживає 588 осіб.